# Martin Jindráček
Martin Jindráček (* 29. listopadu 1989) je český fotbalový útočník, který momentálně působí v klubu 1. FK Příbram. Nastupoval i v české mládežnické reprezentaci do 18 let.

## Klubová kariéra
V září 2009 byl poprvé povolán do A-mužstva FK Teplice. První start v Gambrinus lize si připsal 14. září 2008 v utkání proti FC Baník Ostrava (výhra 1:0), dostal se na hřiště v úplném závěru střetnutí.
Od léta 2009 do léta 2011 hostoval ve FK Ústí nad Labem.

## Reprezentační kariéra
Martin Jindráček reprezentoval Českou republiku v mládežnické kategorii do 18 let. Odehrál celkem 12 zápasů, v nichž čtyřikrát skóroval.